# ミッフィーカフェかまいし

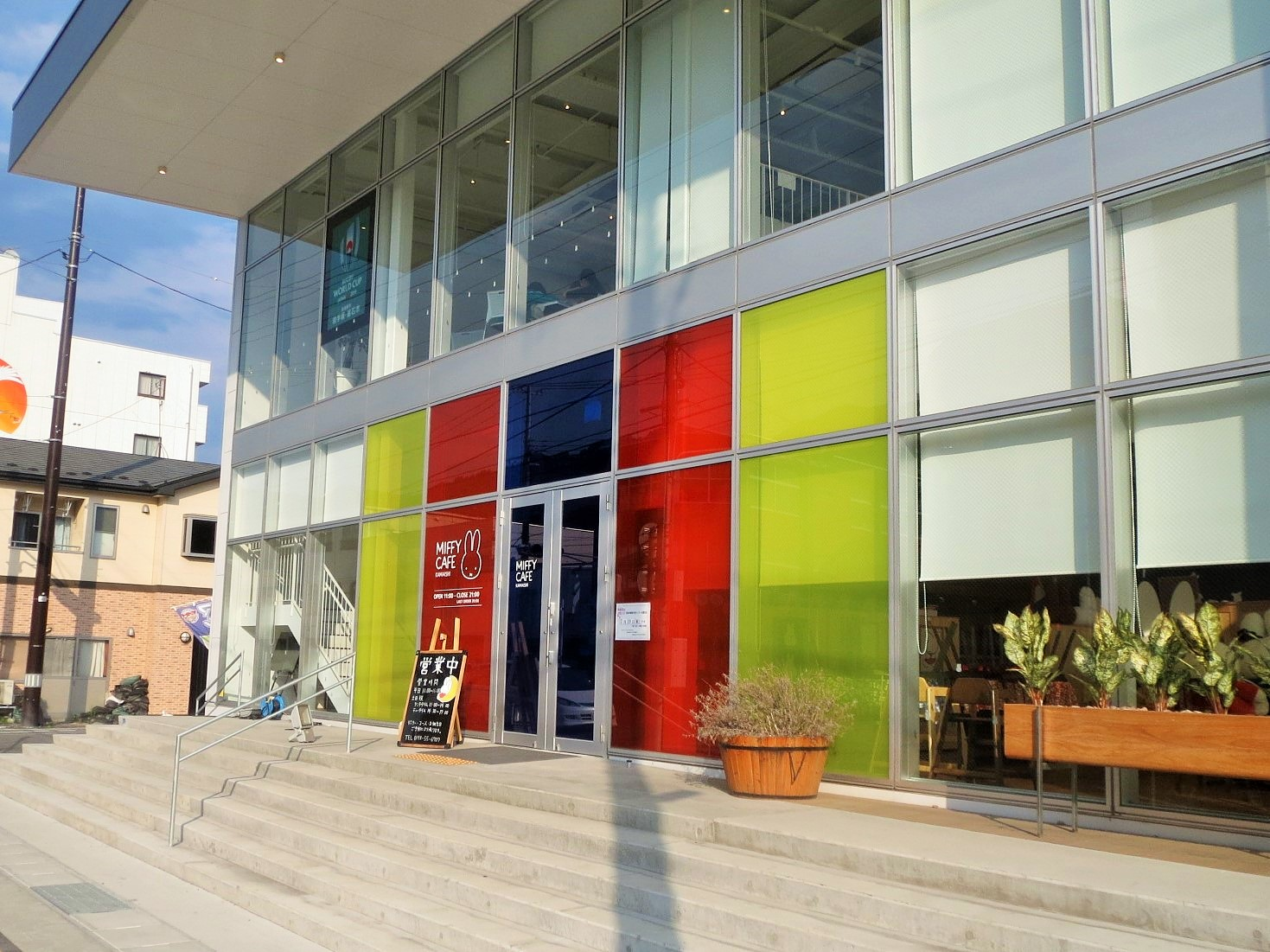
ミッフィーカフェかまいし外観（2018年6月）

ミッフィーカフェかまいしは、岩手県釜石市に所在する喫茶店。オランダ人の絵本作家、グラフィックデザイナーのディック・ブルーナが描くウサギの主人公「ミッフィー」をテーマにしている。

## 概要
オランダ大使館及び（株）ディック・ブルーナ・ジャパンの協力の下、2015年（平成27年）12月23日に釜石情報交流センター内に開業。店内にはミッフィーを模ったクッションや絵本の形をしたラックがある。

## ミッフィー通り
釜石市は当店が面する同市中心部の目抜き通りを愛称「ミッフィーストリート」として整備。2018年12月15日には釜石駅前に設置したブック型案内看板や歩道上に配置した標識等を公開した。ブック型看板は高さ1.24メートル。また駅前から当店にかけて20センチメートル四方の金属プレート18枚が埋め込まれた。

## マンホール
2017年11月24日、当店前の歩道にミッフィーをモチーフにしたマンホールの蓋が設置され、翌月からはそのマンホールカードも配布されることとなった。

## 周辺施設
- 釜石市民ホール
- イオンタウン釜石